# Journal of Modern Greek Studies
Journal of Modern Greek Studies es una revista académica fundada en 1983 y es la publicación oficial de la Modern Greek Studies Association (en español: Asociación de estudios griegos modernos). Se dedica al estudio de la Grecia moderna y explora asuntos políticos, sociales y culturales desde finales del período bizantino hasta el día de hoy. Pretende cubrir, entre otros, aspectos históricos, literarios, antropológicos y artísticos de la sociedad contemporánea griega. Maria Koundoura, del Emerson College, es la actual redactor jefe. La revista se publica semestralmente, en mayo y octubre, por la Johns Hopkins University Press.